# Zaleptus diadematus
Zaleptus diadematus is een hooiwagen uit de familie Sclerosomatidae.